# Atrévete a soñar (banda sonora)
Atrévete a soñar es la primera banda sonora de la telenovela del mismo nombre, que salió en el mes de abril del 2009. En el disco participa el elenco de la telenovela, entre los que se encuentran Danna Paola, Violeta Isfel, Eleazar Gómez, Adriana Ahumada, entre otros.

## Canciones
1.- Eres nefasto 

2.- Estrella de rock 

3.- Las divinas 

4.- Everybody hands up!! 

5.- Mundo de caramelo 

6.- Fiesta 

7.- Es mejor 

8.- Superstars 

9.- Amándote 

10.- Dame corazón 

11.- Quiero quedarme aquí 

12.- Solo la mitad 

## Ventas
El 29 de mayo de 2009, el disco obtuvo disco de oro por sus altas ventas, vendiendo más de 40,000 copias, y obteniendo el primer lugar de ventas a nivel nacional por nueve semanas. Actualmente es disco de doble platino.
| Lista (2009)           | Posición | Certificación   |
| ---------------------- | -------- | --------------- |
| México Álbumes Top 100 | 1        | MÉX: 2x Platino |